# Vladimír Jukl
Vladimír Jukl (19. dubna 1925, Bratislava – 1. května 2012, Bratislava) byl slovenský římskokatolický kněz, který v době komunistického režimu spolu se Silvestrem Krčmérym zorganizoval na Slovensku rozsáhlou tajnou církev.
Druhorozený syn českého otce a slovenské matky, ovlivněný působením chorvarského jezuity Tomislava Kolakoviče, nejprve vystudoval matematiku a fyziku. V roce 1948 začal v Praze studium teologie, které nedokončil, protože byl pro svou náboženskou činnost v letech 1951 až 1965 vězněn. V roce 1966 se podílel na založení prvního vysokoškolského kroužku tajné církve, jejíž síť se v průběhu 70. let 20. století rozšířila po celém Slovensku. Tajně dostudoval teologii a roku 1971 přijal od Jána Chryzostoma Korce kněžské svěcení. V letech 1990 až 1991 působil jako redaktor slovenských Katolických novin.